# Saison 1922-1923 des Canadiens de Montréal
Autres saisons
Saison précédente Saison suivante
La saison 1922-1923 de hockey sur glace est la quatorzième saison que jouent les Canadiens de Montréal. Ils évoluent alors dans la Ligue nationale de hockey et finissent à la 2e place au classement.

## Saison régulière

### Classement

#### 1redemie
|                         | PJ | V  | D  | N | Pts | BP | BC  |
| ----------------------- | -- | -- | -- | - | --- | -- | --- |
| Sénateurs d'Ottawa      | 24 | 14 | 9  | 1 | 29  | 77 | 54  |
| Canadiens de Montréal   | 24 | 13 | 9  | 2 | 28  | 73 | 61  |
| St. Patricks de Toronto | 24 | 13 | 10 | 1 | 27  | 82 | 88  |
| Tigers de Hamilton      | 24 | 6  | 18 | 0 | 12  | 81 | 100 |

## Match après match

### Décembre
| No | Date        | Visiteur               | Score | Domicile                | Fiche |
| -- | ----------- | ---------------------- | ----- | ----------------------- | ----- |
| 1  | 16 décembre | Les Canadiens          | 2-7   | St. Patricks de Toronto | 0-1-0 |
| 2  | 20 décembre | Tigers de Hamilton     | 3-7   | Les Canadiens           | 1-1-0 |
| 3  | 23 décembre | Sénateurs d'Ottawa     | 3-0   | Les Canadiens           | 1-2-0 |
| 4  | 27 décembre | Les Canadiens          | 2-2   | Sénateurs d'Ottawa      | 1-2-1 |
| 5  | 30 décembre | St. Patrick de Toronto | 2-8   | Les Canadiens           | 2-2-1 |

### Janvier
| No | Date       | Visiteur                | Score | Domicile                | Fiche |
| -- | ---------- | ----------------------- | ----- | ----------------------- | ----- |
| 6  | 3 janvier  | Les Canadiens           | 2-8   | Tigers de Hamilton      | 3-2-1 |
| 7  | 6 janvier  | Tigers de Hamilton      | 4-2   | Les Canadiens           | 3-3-1 |
| 8  | 10 janvier | Les Canadiens           | 2-6   | Sénateurs d'Ottawa      | 3-4-1 |
| 9  | 13 janvier | Les Canadiens           | 2-2   | St. Patricks de Toronto | 3-4-2 |
| 10 | 17 janvier | Sénateurs d'Ottawa      | 1-2   | Les Canadiens           | 4-4-2 |
| 11 | 20 janvier | St. Patricks de Toronto | 1-3   | Les Canadiens           | 5-4-2 |
| 12 | 25 janvier | Les Canadiens           | 5-1   | Tigers de Hamilton      | 6-4-2 |
| 13 | 28 janvier | Les Canadiens           | 2-4   | St. Patricks de Toronto | 6-5-2 |
| 14 | 28 janvier | Tigers de Hamilton      | 4-5   | Les Canadiens           | 7-5-2 |

### Février
| No | Date       | Visiteur                | Score | Domicile                | Fiche  |
| -- | ---------- | ----------------------- | ----- | ----------------------- | ------ |
| 15 | 3 février  | Sénateurs d'Ottawa      | 1-4   | Les Canadiens           | 8-5-2  |
| 16 | 7 février  | Les Canadiens           | 0-3   | Sénateurs d'Ottawa      | 8-6-2  |
| 17 | 10 février | St. Patricks de Toronto | 3-5   | Les Canadiens           | 9-6-2  |
| 18 | 14 février | Les Canadiens           | 2-4   | Tigers de Hamilton      | 9-7-2  |
| 19 | 17 février | Les Canadiens           | 0-2   | Sénateurs d'Ottawa      | 9-8-2  |
| 20 | 21 février | Tigers de Hamilton      | 3-5   | Les Canadiens           | 10-8-2 |
| 21 | 24 février | Les Canadiens           | 3-4   | St. Patricks de Toronto | 10-9-2 |
| 22 | 28 février | St. Patricks de Toronto | 0-3   | Les Canadiens           | 11-9-2 |

### Mars
| No | Date   | Visiteur           | Score | Domicile           | Fiche  |
| -- | ------ | ------------------ | ----- | ------------------ | ------ |
| 23 | 3 mars | Sénateurs d'Ottawa | 0-1   | Les Canadiens      | 12-9-2 |
| 24 | 5 mars | Les Canadiens      | 4-1   | Tigers de Hamilton | 19-9-2 |

## Effectif
- Directeur Général : Léo Dandurand
- Entraîneur : Léo Dandurand
- Gardien de but : Georges Vézina
- Centres : Newsy Lalonde, Didier Pitre, Billy Bell, Joe Malone
- Ailier : Louis Berlinguette, Odie Cleghorn, Billy Boucher, Edmond Bouchard, Aurèle Joliat
- Défenseur : Bert Corbeau, Billy Coutu, Edmond Bouchard, Sprague Cleghorn